# Scotts Valley (Kalifornia)
Scotts Valley város az Amerikai Egyesült Államok Kalifornia államában, Santa Cruz megyében. Lakosainak száma 12 224 fő (2020. április 1.).

## Népesség
A település népességének változása:

| 2010 | 11 580 |
| 2020 | 12 224 |